# Leena Peisa
Leena Maria Peisa (Espoo, 1979. március 16. –) finn zenész, aki billentyűs hangszereken játszik. A Lordi hard rock együttes volt szintetizátorosa, ahol Awa volt a művészneve. 2005-ben csatlakozott hozzájuk, felváltva a csapat előző billentyűsét, Enaryt, és 2012-ben magánéleti okokra hivatkozva hagyta el a zenekart. A Lordival 2006-ban Eurovíziós Dalfesztivált nyert. Tagja volt még többek között, a Dolchamar, a Punaiset Messiaat nevű együtteseknek is.

## Awa
Jelmeze egy francia úrihölgy vámpírhulláját jeleníti meg, ezért úgyis szokták emlegetni, hogy Lady Awa, míg a zenekar férfi tagjai szívesen teszik nevük elé a Mr. jelzőt ám ez a rajongók körében többnyire csak magán Mr. Lordin, azaz az énekesen marad meg. 

## Diszkográfia

### Lordi
- The Arockalypse (2006)
- Deadache (2008)
- Babez for Breakfast (2010)

### Punaiset Messiat
- Back In Bu$ine$$ (1995)
- Lemmentykki ('Cannon of Love') (1996) Highest position #26 in the Finnish Official Top 40.
- Älä osta; varasta ('Don't buy; steal') (1997)

## Dolchamar
- Rebela Sono (2005)